# Гундарев, Лев Николаевич
Лев Николаевич Гундарев (1921, Киев — 1994, Киев) — советский спортсмен-футболист. Выступал в 1930-е годы на позиции нападающего в киевских клубах «Локомотив» и «Динамо». Был участником матчей в оккупированном Киеве в 1942 году в составе команд «Старт» и «Рух», в том числе и в так называемом «матче смерти».

## Биография

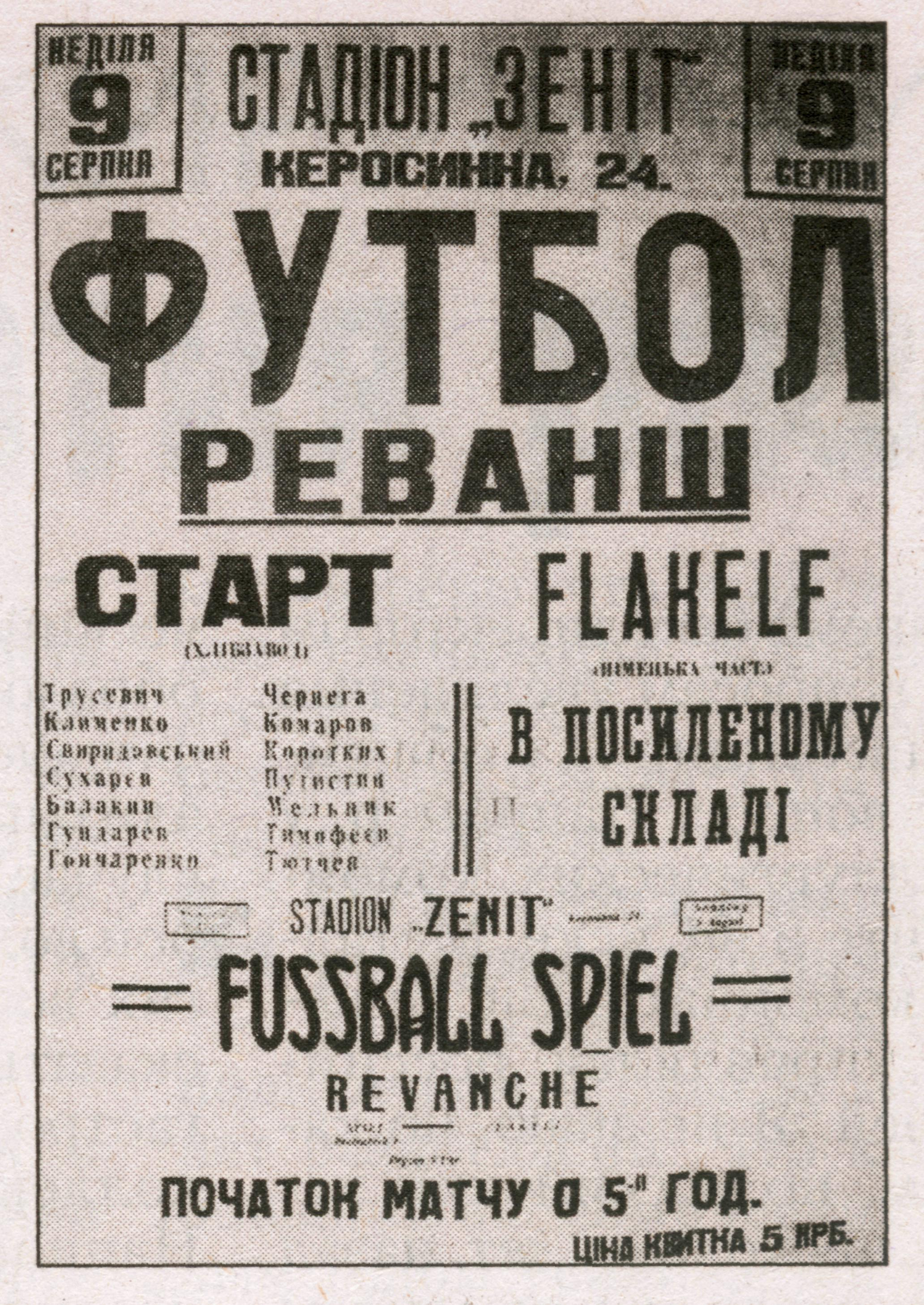
Афиша матча «Старт» — «Флакельф» 9 августа 1942

Играть в футбол начал в 1936 году в детской команде киевского «Локомотива». В 1939—1940 годах играл в команде мастеров «Локомотива» в классе «Б». С 1940 года — в команде «Динамо» (Киев).
С началом Великой Отечественной войны был мобилизован в истребительный батальон, участвовал в обороне Киева, попал в окружение у Борисполя и вернулся в Киев. Был арестован в начале 1942 года полицией и поставлен перед выбором: или отправка в Германию, или служба в полиции. Лев согласился на второй вариант и в 1942—1943 годах служил в полиции.
Известный в прошлом футболист «Желдора» (впоследствии «Локомотива») Георгий Швецов, который лояльно относился к оккупационным властям, создал спортивное общество «Рух» для спортсменов, поддерживающих немецкий «орднунг». Сам Швецов стал играющим тренером футбольной команды этого общества, а несколько экс-динамовцев — Михаил Свиридовский, Николай Голимбиевский, Лев Гундарев и один из будущих героев «матча смерти» Макар Гончаренко — отыграли за «Рух» в ряде матчей. Гундарев одновременно выступал и за команду «Старт», которая 9 августа 1942 на стадионе «Зенит» (ул. Керосинная, 24) провела так называемый «матч смерти».
После освобождения Киева 10 ноября 1943 сам сдался органам НКВД. По приговору военного трибунала Киевского гарнизона 18 мая 1944 был осужден на 10 лет ИТЛ.
В 1953 году был освобожден и работал до 1970-х годов в Караганде на стадионе «Динамо», затем вернулся в Киев, где и умер.